# Montigny-en-Arrouaise
Pour les articles homonymes, voir Montigny.
Montigny-en-Arrouaise est une commune française située dans le département de l'Aisne, en région Hauts-de-France.

## Géographie

### Hydrographie

#### Réseau hydrographique
La commune est traversée par la ligne de partage des eaux entre les bassins hydrographiques Artois-Picardie et Seine-Normandie. Elle est drainée par la rigole du Noirieux.

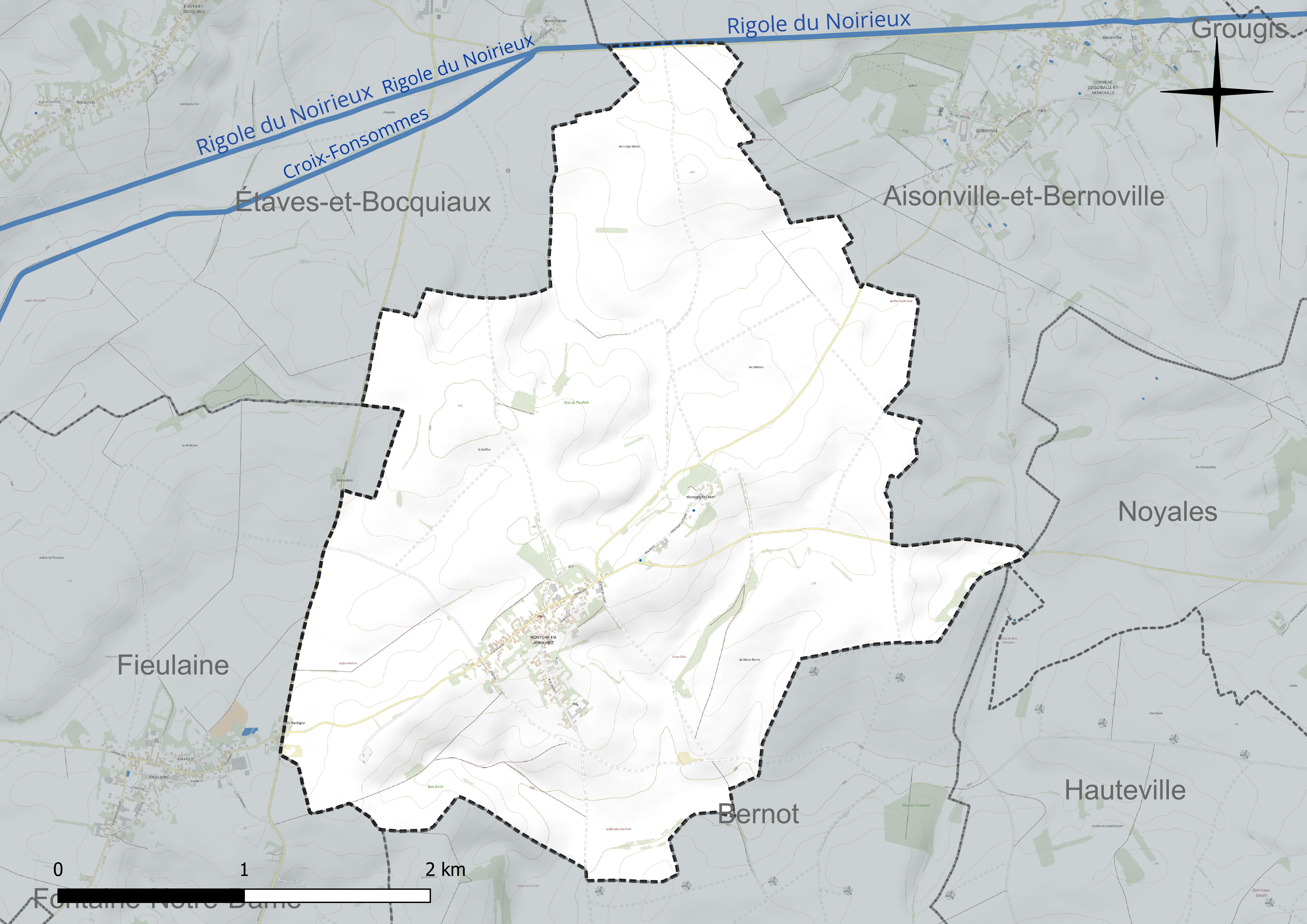
Réseau hydrographique de Montigny-en-Arrouaise.

#### Gestion et qualité des eaux
Le territoire communal est couvert par le schéma d'aménagement et de gestion des eaux (SAGE) « Haute Somme ». Ce document de planification concerne un territoire de 1 798 km2 de superficie, délimité par le bassin versant de la Haute Somme est constitué d'un réseau hydrographique complexe de cours d'eau, de marais, d'étangs et de canaux. Le périmètre a été arrêté le 21 avril 2006 et le SAGE proprement dit a été approuvé le 15 juin 2017. La structure porteuse de l'élaboration et de la mise en œuvre est le syndicat mixte d'aménagement hydraulique du bassin versant de la Somme (AMEVA).
La qualité des cours d'eau peut être consultée sur un site dédié géré par les agences de l'eau et l'Agence française pour la biodiversité.

### Climat
Pour des articles plus généraux, voir Climat des Hauts-de-France et Climat de l'Aisne.
En 2010, le climat de la commune est de type climat océanique dégradé des plaines du Centre et du Nord, selon une étude du CNRS s'appuyant sur une série de données couvrant la période 1971-2000. En 2020, Météo-France publie une typologie des climats de la France métropolitaine dans laquelle la commune est exposée à un climat océanique altéré et est dans la région climatique Nord-est du bassin Parisien, caractérisée par un ensoleillement médiocre, une pluviométrie moyenne régulièrement répartie au cours de l'année et un hiver froid (3 °C).
Pour la période 1971-2000, la température annuelle moyenne est de 10,1 °C, avec une amplitude thermique annuelle de 14,7 °C. Le cumul annuel moyen de précipitations est de 792 mm, avec 11,7 jours de précipitations en janvier et 9,3 jours en juillet. Pour la période 1991-2020, la température moyenne annuelle observée sur la station météorologique la plus proche, située sur la commune de Fontaine-lès-Clercs à 21 km à vol d'oiseau, est de 10,8 °C et le cumul annuel moyen de précipitations est de 683,4 mm,. Pour l'avenir, les paramètres climatiques de la commune estimés pour 2050 selon différents scénarios d'émission de gaz à effet de serre sont consultables sur un site dédié publié par Météo-France en novembre 2022.

## Urbanisme

### Typologie
Au 1er janvier 2024, Montigny-en-Arrouaise est catégorisée commune rurale à habitat dispersé, selon la nouvelle grille communale de densité à 7 niveaux définie par l'Insee en 2022.
Elle est située hors unité urbaine. Par ailleurs la commune fait partie de l'aire d'attraction de Saint-Quentin, dont elle est une commune de la couronne,. Cette aire, qui regroupe 120 communes, est catégorisée dans les aires de 50 000 à moins de 200 000 habitants,.

### Occupation des sols
L'occupation des sols de la commune, telle qu'elle ressort de la base de données européenne d'occupation biophysique des sols Corine Land Cover (CLC), est marquée par l'importance des territoires agricoles (97,2 % en 2018), une proportion sensiblement équivalente à celle de 1990 (97,4 %). La répartition détaillée en 2018 est la suivante : terres arables (97,2 %), zones urbanisées (2,8 %).
L'évolution de l'occupation des sols de la commune et de ses infrastructures peut être observée sur les différentes représentations cartographiques du territoire : la carte de Cassini (XVIIIe siècle), la carte d'état-major (1820-1866) et les cartes ou photos aériennes de l'IGN pour la période actuelle (1950 à aujourd'hui).

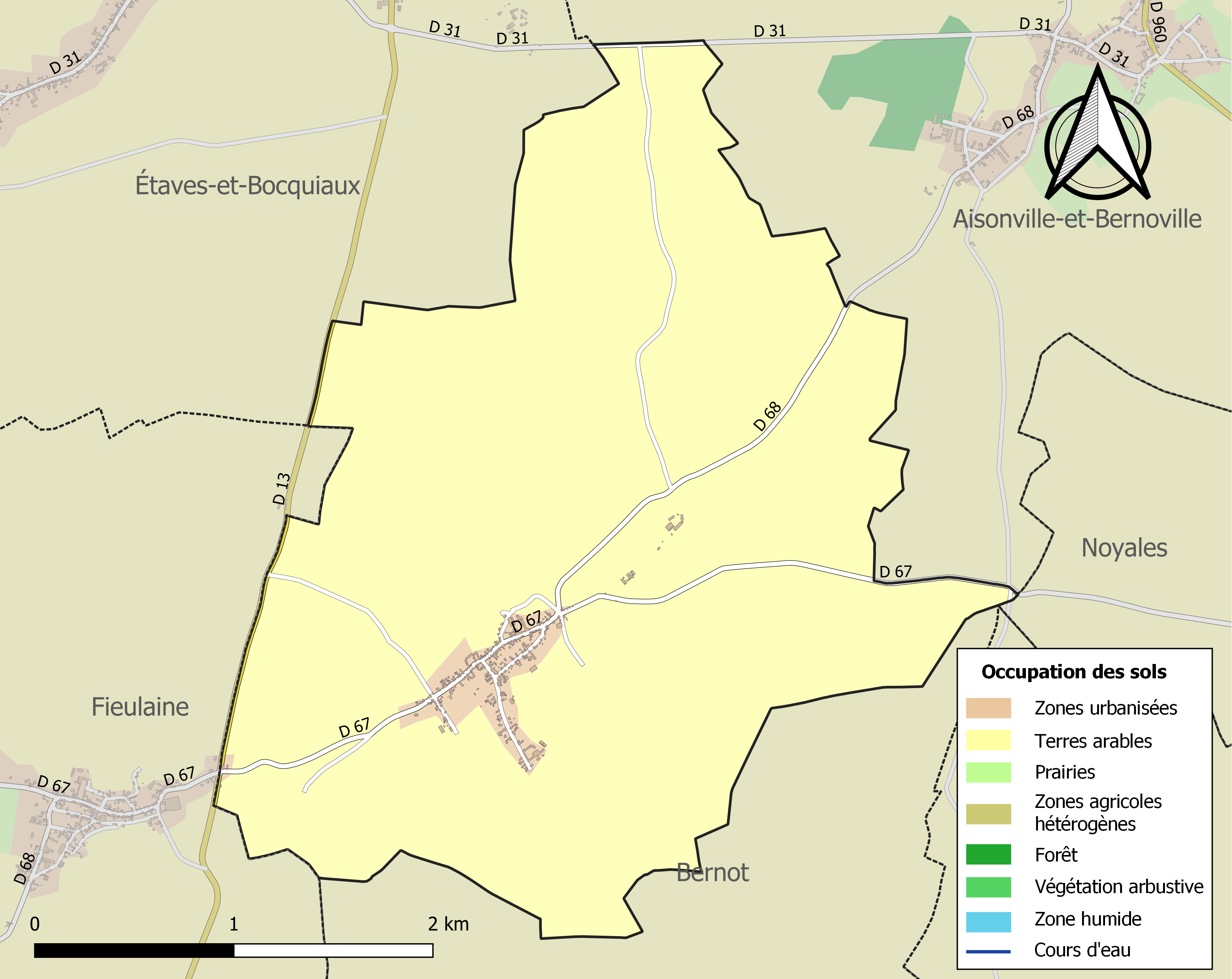
Carte de l'occupation des sols de la commune en 2018 (CLC).

## Toponymie
Le nom de la localité est attesté sous les formes Montigniacus (1083) ; Montiniacus (1156) ; Montegny (1110) ; Montegny-super-Isaram (1155) ; Alodium de Montegni-in-Aruisia (1181) ; Montigni (1234) ; Montegni-juxta-Fulanes (1267) ; Montigni-juxta-Fiulaines (1267) ; Montegni (1367) ; Montigny-de-lez-Fullaines (1384) ; Montigny-en-Arouaise (1405) ; Montigny-en-Aroise (1411) ; Montygni-en-Arrouaise, Montigni (1456) ; Montigny-en-Arroize (1568) ; Montigny-en-Arrouaise (1734).
Montigny, Albert Dauzat et à sa suite Ernest Nègre assignent une même origine à tous les Montigny, qui viendraient d'une même forme dont l'étymon est généralement donné sous la forme latinisée *Montaniacum, c'est un type toponymique répandu dont la signification exacte ne fait pas l'unanimité.
Autrefois la région était recouverte d'une épaisse forêt du nom d'Arrouaise. Elle occupait encore au début du haut Moyen Âge une partie du Nord de la France (ancienne Morinie et du nord de la Picardie). Son contour est mal connu. Bien que traversée par de nombreuses voies gauloises, reprises par les Romains, elle n'assurait pas une sécurité totale car les Gaulois, toujours vaincus mais jamais domptés, se rebellaient constamment. Les Romains utilisèrent les particularités géographiques comme les sommets des collines pour y fonder des établissements de surveillance. C'est ainsi que naquit Montigniacus qui dès le XIIe siècle, en 1181, accola le nom d'Arrouaise (Aruisia) à son nom.

## Histoire
Dès la Révolution, le maire Nicolas Claude Elliot, surnommé « l'Abbé Elliot » invita le préfet de l'Aisne à une partie de chasse à Montigny-en-Arrouaise. Celui-ci fut étonné des belles cultures de carottes locales et le maire dès le lendemain, adressa ses courriers en préfecture en mentionnant « Montigny-Carotte ». Le préfet répondant à chaque fois en adressant aussi ses courriers au maire de Montigny-Carotte. Officiellement le nom de la commune changea en l'an 10 (1802) et toutes les cartes furent modifiées. C'est par une délibération du conseil municipal et un décret du 3 novembre 1902 que le nom d'Arrouaise fut rétabli, soit après un siècle.
Le jeudi 10 octobre 1918, à 12h30, la 1re compagnie du 171e régiment d'Infanterie, pénètre la première dans le village après un court combat. Le lendemain c'est le hameau de Montigny-le-Court qui est libéré à 7h30 par une demie-section du 340e d'Infanterie.
En 2023, une communauté énergétique locale est créée : des panneaux solaires sont placés chez des particuliers ou sur des bâtiments communaux, et le surplus est revenu dix centimes d'euros le kilowattheure ou donné.

## Politique et administration

### Découpage territorial
La commune de Montigny-en-Arrouaise est membre de la communauté de communes du Pays du Vermandois, un établissement public de coopération intercommunale (EPCI) à fiscalité propre créé le 31 décembre 1993 dont le siège est à Bellicourt. Ce dernier est par ailleurs membre d'autres groupements intercommunaux.
Sur le plan administratif, elle est rattachée à l'arrondissement de Saint-Quentin, au département de l'Aisne et à la région Hauts-de-France. Sur le plan électoral, elle dépend du  canton de Bohain-en-Vermandois pour l'élection des conseillers départementaux, depuis le redécoupage cantonal de 2014 entré en vigueur en 2015, et de la troisième circonscription de l'Aisne  pour les élections législatives, depuis le dernier découpage électoral de 2010.

### Administration municipale
| Période                                  | Période                      | Identité              | Étiquette | Qualité                                |
| ---------------------------------------- | ---------------------------- | --------------------- | --------- | -------------------------------------- |
| Les données manquantes sont à compléter. |                              |                       |           |                                        |
| avant 1877                               | après 1879                   | Nicolas Claude Elliot |           |                                        |
| Les données manquantes sont à compléter. |                              |                       |           |                                        |
| mars 2001                                | mars 2008                    | Maurice Favereaux     |           |                                        |
| mars 2008                                | mars 2014                    | Georges-Michel Paul   |           |                                        |
| mars 2014                                | En cours (au 4 juillet 2020) | Christophe Parent     | EELV      | Cadre Réélu pour le mandat 2020-2026 , |

## Population et société

### Démographie
L'évolution du nombre d'habitants est connue à travers les recensements de la population effectués dans la commune depuis 1793. Pour les communes de moins de 10 000 habitants, une enquête de recensement portant sur toute la population est réalisée tous les cinq ans, les populations de référence des années intermédiaires étant quant à elles estimées par interpolation ou extrapolation. Pour la commune, le premier recensement exhaustif entrant dans le cadre du nouveau dispositif a été réalisé en 2006.

En 2022, la commune comptait 317 habitants, en évolution de +6,73 % par rapport à 2016 (Aisne : −1,97 %, France hors Mayotte : +2,11 %).
| 1793 | 1800 | 1806 | 1821 | 1831 | 1836  | 1841  | 1846  | 1851  |
| ---- | ---- | ---- | ---- | ---- | ----- | ----- | ----- | ----- |
| 781  | 781  | 839  | 904  | 974  | 1 038 | 1 082 | 1 184 | 1 160 |

| 1856  | 1861  | 1866  | 1872  | 1876  | 1881  | 1886  | 1891  | 1896  |
| ----- | ----- | ----- | ----- | ----- | ----- | ----- | ----- | ----- |
| 1 196 | 1 308 | 1 369 | 1 464 | 1 464 | 1 266 | 1 260 | 1 077 | 1 045 |

| 1901 | 1906 | 1911 | 1921 | 1926 | 1931 | 1936 | 1946 | 1954 |
| ---- | ---- | ---- | ---- | ---- | ---- | ---- | ---- | ---- |
| 937  | 811  | 722  | 490  | 463  | 414  | 433  | 343  | 317  |

| 1962 | 1968 | 1975 | 1982 | 1990 | 1999 | 2006 | 2011 | 2016 |
| ---- | ---- | ---- | ---- | ---- | ---- | ---- | ---- | ---- |
| 347  | 303  | 316  | 296  | 300  | 274  | 285  | 304  | 297  |

| 2021 | 2022 | - | - | - | - | - | - | - |
| ---- | ---- | - | - | - | - | - | - | - |
| 310  | 317  | - | - | - | - | - | - | - |

### Enseignement
Les enfants du village sont scolarisés à l'école de Fresnoy-le-Grand.

## Culture locale et patrimoine

### Lieux et monuments
- Église Saint-Pierre-aux-Liens.
- Monument aux morts.
- Calvaire.

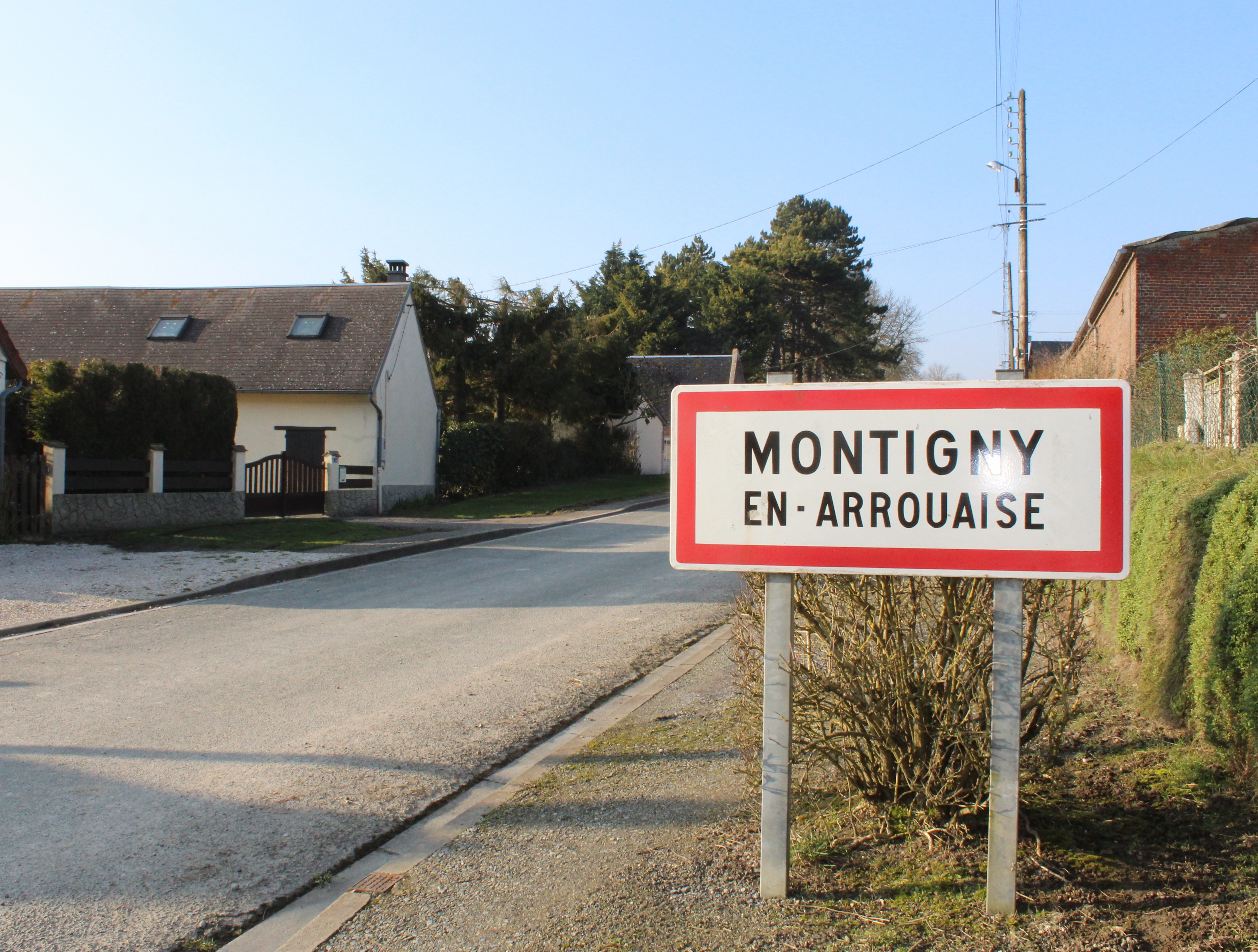
Entrée du village.
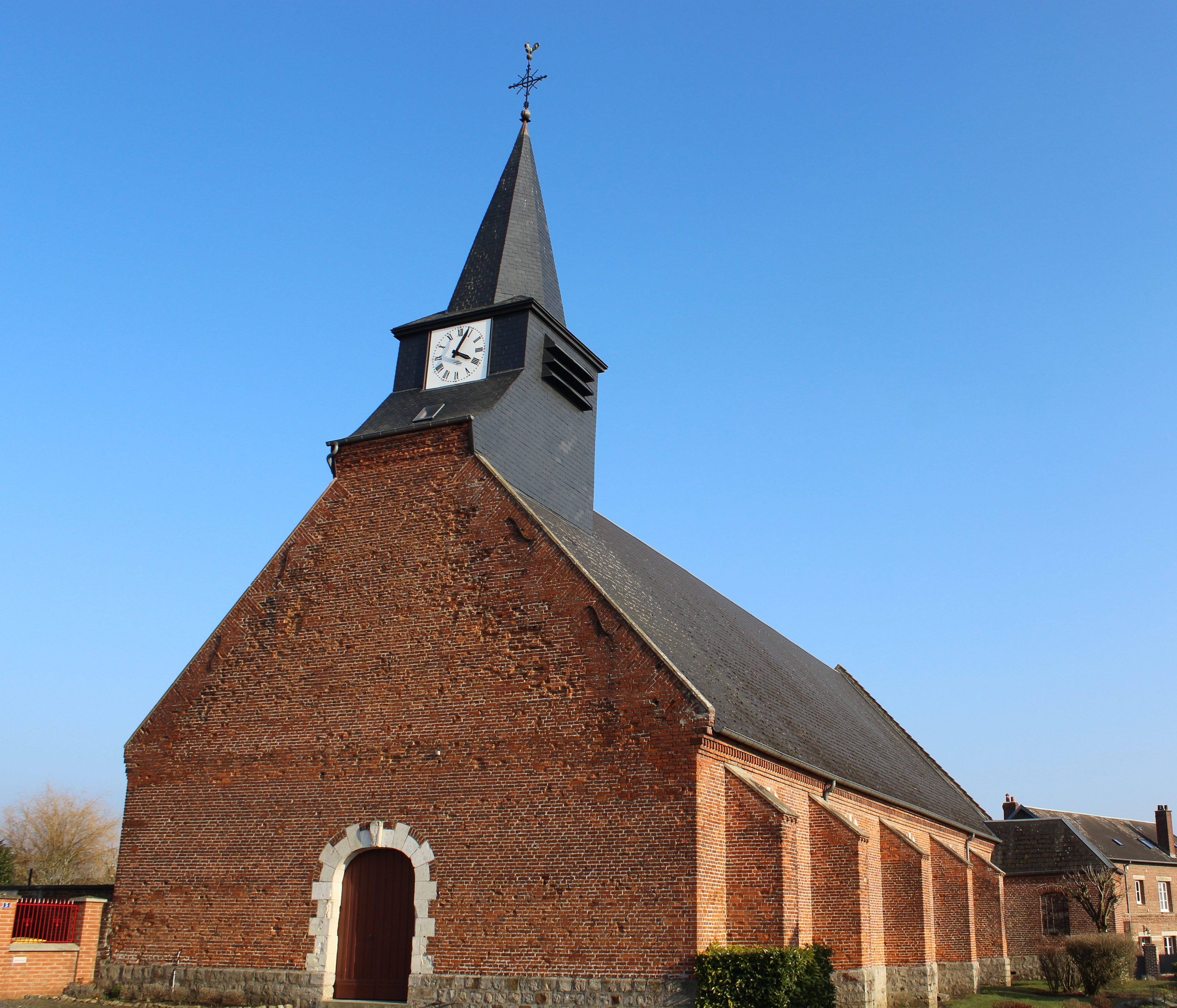
Église Saint-Pierre-aux-liens.
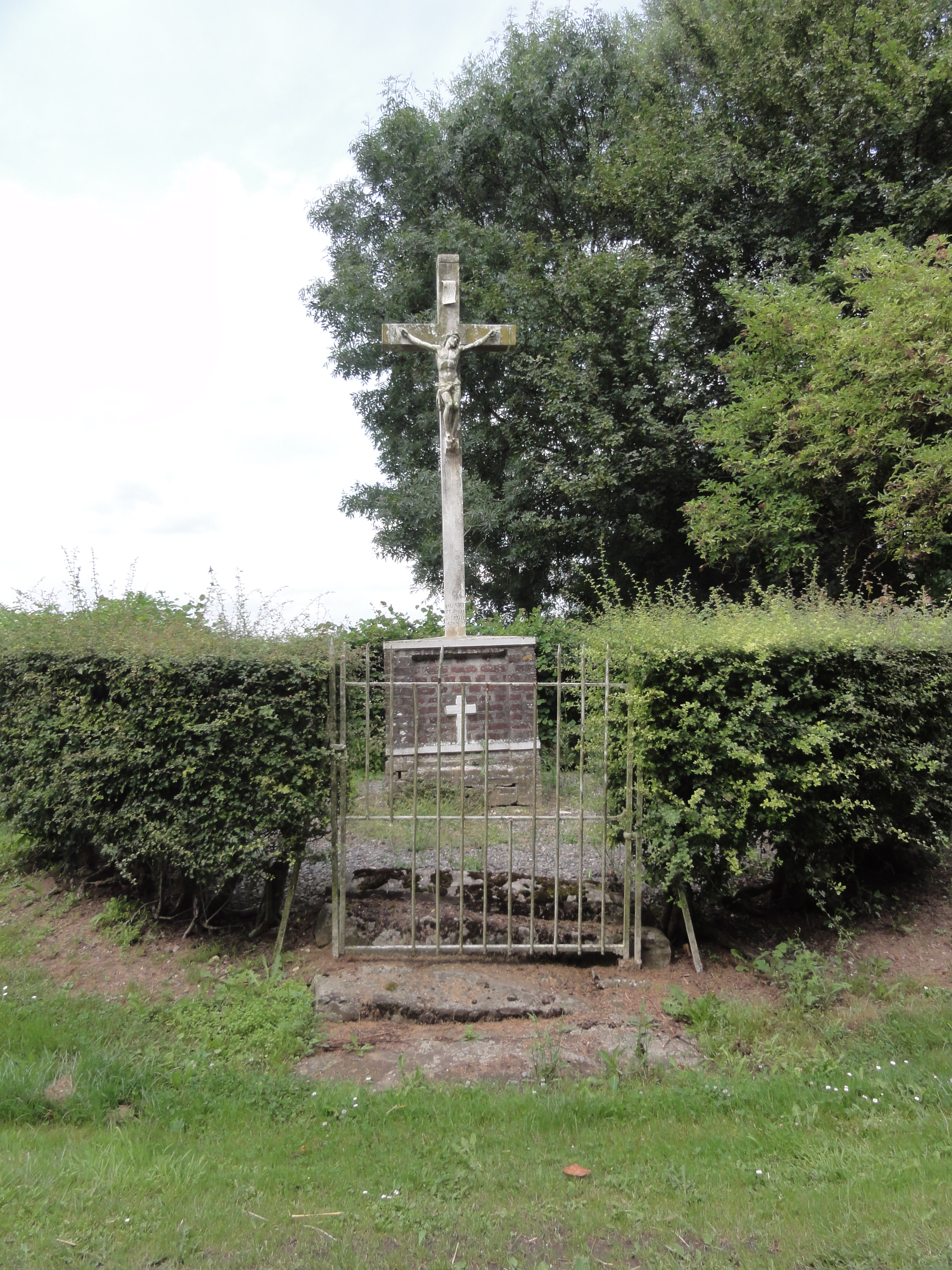
Calvaire.

### Héraldique
| Blason de Montigny-en-Arrouaise | Blason  | D'or à la bande d'azur chargée de trois arbres d'argent posés en pal, accompagnée en chef d'une botte de trois carottes de gueules aux fanes de sinople, et en pointe d'un mont de sable. Ornements extérieursCroix de guerre 1914-1918 |
| Blason de Montigny-en-Arrouaise | Détails | Création de Norbert Quint adoptée par la municipalité en 2006. |